# Trichomachimus maculatus
Trichomachimus maculatus är en tvåvingeart som beskrevs av Shi 1992. Trichomachimus maculatus ingår i släktet Trichomachimus och familjen rovflugor. Inga underarter finns listade i Catalogue of Life.